# Grimpoteuthis tuftsi
Grimpoteuthis tuftsi là một loài bạch tuộc trong họ Opisthoteuthidae.